# 키롭스크 (레닌그라드주)

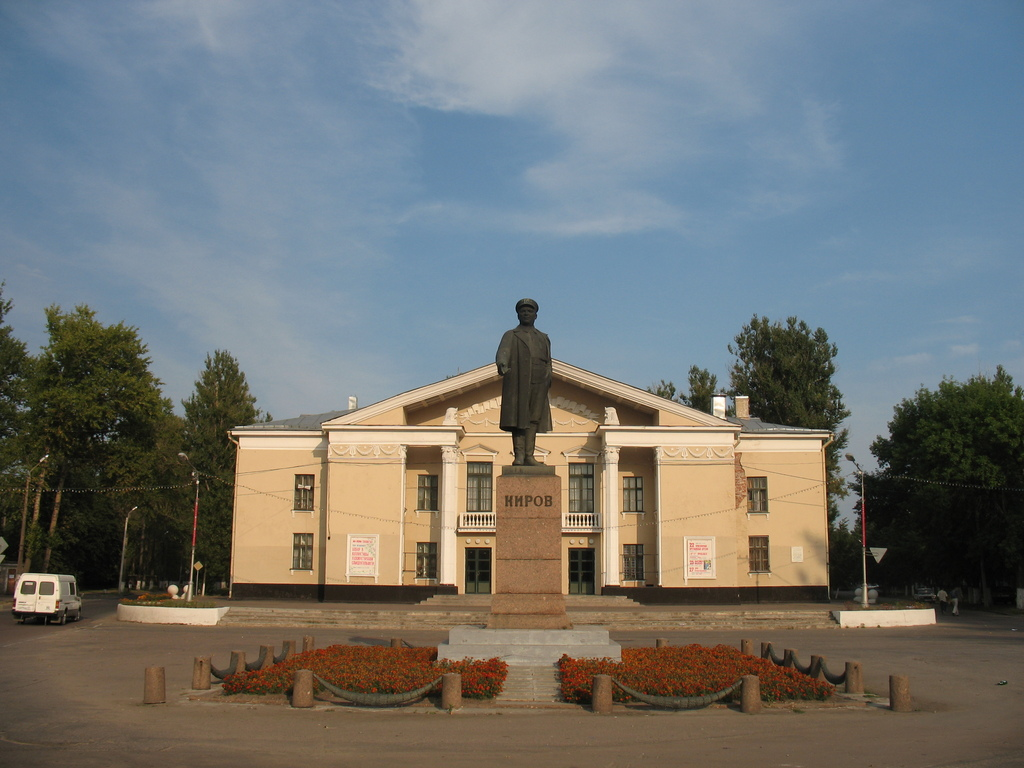

키롭스크(러시아어: Ки́ровск)는 러시아 레닌그라드주에 위치한 도시로, 인구는 24,361명(2002년 기준)이다. 상트페테르부르크(레닌그라드 주의 주도)에서 33km 정도 떨어진 곳에 위치하며 네바강과 접한다.
1929년 세르게이 키로프가 넵둡스트로이(Невдубстрой)를 건설했으며 1953년 시로 승격되면서 지금과 같은 이름으로 변경되었다. 도시 이름은 세르게이 키로프에서 유래된 이름이다.